# Велика рогата змова
«Велика рогата змова», повна назва «Велика рогата змова: Секрет сталості» (англ. Cowspiracy: The Sustainability Secret) — американський незалежний документальний фільм 2014 року, знятий за допомогою фінансової підтримки громадськості. Фільм досліджує спустошливі наслідки для довколишнього середовища, що їх спричиняє тваринництво, зокрема використання великої рогатої худоби у промислових масштабах. Аналізуючи факти, дані і свідчення, автори стрічки, інколи застосовуючи гумор, намагаються зрозуміти шляхи вирішення цієї кризи та чому проблема ігнорується як державними структурами, так і природоохоронними організаціями.
Прем'єра фільму відбулась в Лос-Анджелесі 26 жовтня 2014 року. Оновлена редакція фільму, спродюсована Леонардом Ді Капріо та Appian Way Productions, вийшла на каналі Нетфлікс 15 вересня 2015 року.
Українською мовою фільм був дубльований командою незалежних активістів за сприяння ініціативи vegans_ua (сторінка у соцмережі facebook). Дубляж доступний для перегляду на платформі Youtube (посилання)